# Goto Yuji
Yuji Goto (sinh ngày 20 tháng 8 năm 1985) là một cầu thủ bóng đá người Nhật Bản.

## Sự nghiệp câu lạc bộ
Yuji Goto đã từng chơi cho Yokohama F. Marinos và FC Gifu.